# اچ‌ام‌اس پونک (۱۸۸۳)
اچ‌ام‌اس پونک (۱۸۸۳) (به انگلیسی: HMS Poneke (1883)) یک کشتی است که طول آن ۶۲ فوت ۱۰ اینچ (۱۹٫۱۵ متر) می‌باشد. این کشتی در سال ۱۸۸۳ ساخته شد.